# Schweizer Badmintonmeisterschaft 1958
Die Schweizer Badmintonmeisterschaft 1958 fand am 15. und 16. Februar 1958 in Zürich statt. Es war die vierte Austragung der nationalen Titelkämpfe im Badminton in der Schweiz.

## Medaillengewinner
| Disziplin    | Gold                           | Silber                        | Bronze                  |
| ------------ | ------------------------------ | ----------------------------- | ----------------------- |
| Herreneinzel | Jean Mermod                    | Tilbert Haberfeld             | Francis Colomb          |
| Herreneinzel | Jean Mermod                    | Tilbert Haberfeld             | Ch. Böhler              |
| Dameneinzel  | Ruth Eschenmoser               | Vreni Schkölzinger            | D. Hegar                |
| Dameneinzel  | Ruth Eschenmoser               | Vreni Schkölzinger            | Lotti Füller            |
| Herrendoppel | Jean Mermod Robert Baldin      | Erwin Oeler Tilbert Haberfeld | R. Tangemann Bruppacher |
| Herrendoppel | Jean Mermod Robert Baldin      | Erwin Oeler Tilbert Haberfeld | K. Waldraff Zeugin      |
| Damendoppel  | nicht ausgetragen              | nicht ausgetragen             | nicht ausgetragen       |
| Mixed        | Erwin Oeler Vreni Schkölzinger | Ch. Böhler Ruth Eschenmoser   |                         |